# Басюк, Константин Владимирович
Константин Владимирович Басюк (род. 29 мая 1966, Талды-Курган) — российский предприниматель и политик. Сенатор Российской Федерации с 20 декабря 2022 года, член Комитета Совета Федерации по обороне и безопасности. Находится под международными санкциями.

## Биография
Родился 29 мая 1966 года в Талды-Кургане Казахской ССР. В 1987 году окончил Высшее пограничное училище КГБ СССР имени Ф. Э. Дзержинского, в 1988 году — Высшую школу КГБ, служил в советских структурах государственной безопасности, после распада СССР до 1998 года — в Министерстве безопасности, Федеральной службе контрразведки Российской Федерации и Федеральной службе безопасности.
В сентябре-октябре 1998 года являлся советником президента ОАО «Группа Альянс», с октября 1998 года по декабрь 2001 года занимал должность директор департамента по связям с государственными и общественными организациями ОАО «Группа Альянс», в дальнейшем — вице-президент ОАО «Группа Альянс», а с декабря 2004 года — президент ЗАО «АЛЬЯНС-ПРОМ». С 2005 года работал в сфере гражданской авиации, является председателем совета директоров АО «Хабаровский аэропорт», президентом ООО «УК Комакс», входит в совет директоров АО «Международный аэропорт Владивосток».
Являлся советником исполняющего обязанности главы российской администрации Херсонской области Владимира Сальдо.
20 декабря 2022 года назначен сенатором Российской Федерации, представителем исполнительного органа государственной власти Херсонской области в Совете Федерации, и 23 декабря в ходе заседания СФ получил удостоверение. 23 сентября 2023 года Сальдо после своего избрания губернатором Херсонской области, переназначил Басюка сенатором.

## Санкции
25 февраля 2023 года, на фоне вторжения России на Украину, внесён в санкционный список всех стран Евросоюза за «действия, которые подрывают территориальную целостность, суверенитет и независимость Украины».

## Награды
- Почётный гражданин Хабаровского края — 7 октября 2019 года[9][10].
- Почётный знак «За заслуги перед Хабаровским краем» — 27 мая 2016 года[11].